# Rei d'Itàlia
Rei d'Itàlia (llatí: Rex Italiae) és un títol adoptat per molts governants després de la caiguda de l'Imperi Romà, si bé entre la caiguda del regne ostrogot (segle vi) i la unificació italiana (1870) cap Rei d'Itàlia va governar sobre la totalitat de la península Itàlica.

## Reis Germànics
Després de la caiguda de Ròmul Augústul en 476, el líder dels hèruls Odoacre era nomenat dux Italiae (governant d'Itàlia) per l'emperador Zenó. Més tard s'autonomenava rex Italiae (rei d'Itàlia), encara que sempre es presentava com a oficial del govern oriental.
En 483, el líder ostrogot Teodoric el Gran va derrotar Odoacre, i començava una nova dinastia de reis d'Itàlia. La implantació ostrogoda acabava amb la mort de Teias (552), quan Itàlia era reconquerida per l'Imperi Romà d'Orient.

### Ostrogots
- Teodoric el Gran 476-526
- Atalaric 526-534
- Teodat 534-536
- Vitigès 536-540
- Ildibad 540-541
- Eraric 541
- Totila (Baduela) 541-552
- Teia (Theia, Teja) 552-553

El Regne Ostrogot d'Itàlia és conquerit per l'Imperi Romà d'Orient.

### Llombards
Alboin va liderar el Llombards a Itàlia en 568 i instal·là un estat bàrbar.
- Alboin (568 - 572)
- Helmichis (juliol-agost del 572)
- Clef (572 - 574)

Govern dels Ducs (Interregne de deu anys)
- Autari (584 - 590), fill de Clef
- Agilulf (591 - vers 616), cosí d'Autari
- Adaloald (vers 616 - 626)
- Arioald (vers 626 - 636)
- Rotari (636 - 652)
- Rodoald (652 - 653)
- Aripert I (653 - 661)
- Pertari (Bertari) i Godepert (661 - 662)
- Grimoald (662 - 671)
- Garibald (671)
- Pertari (671 - 688) (restaurat des de l'exili)
- Alahis (688 - 689), rebel
- Cunnipert (688 - 700)
- Liutpert (700 - 701)
- Ragimpert (701)
- Liutpert (701-702)
- Aripert II (702 - 712)
- Ansprand (712)
- Luitprand (712 - 744)
- Hildeprand (744)
- Ratquis de Friül (744 - 749)
- Aistulf de Friül (749 - 756)
- Desideri d'Ístria (756 - 774)

## Reis Francs
Pipí d'Itàlia, tercer fill de Carlemany, és coronat Rei d'Itàlia pel papa Adrià I en 781. Regnava al nord d'Itàlia, mentre que Itàlia central es convertia en els Estats Pontificis.
- Pipí: 781-810
- Bernard: 810-818
- Lotari I: 818-839
- Lluís II el Jove: 839-875
- Carles el Calb: 875-877
- Carloman: 877-879
- Carles III el Gras: 879-888

Entre 888 i 961, hi havia normalment més d'un sol·licitant al tron d'Itàlia, i fins i tot més d'un Emperador.
- Berenguer de Friul: 888-924, rei rival; Emperador 915-924
- Guiu de Spoleto: 889-894, rei rival; Emperador 891-894
- Lambert: 894-898, rei rival, co-governant de 892; Emperador 894-898
- Arnulf de Caríntia: 896-899, rei rival; Emperador 896-899
- Lluís III el Cec: 900-905, rei rival; Emperador 901-905
- Rodolf: 922-933, rei rival
- Hug: 926-947, rei rival fins a 933
- Lotari II: 947-950
- Berenguer II: 950-961, nominalment sub-rei sota Otó I el Gran després de 953
  - Adalbert: 950-963, co-rei

## Reis sota el Sacre Imperi Romanogermànic
- Otó I el Gran: 962-973
- Arduí d'Ivrea: 1002-1014

De 962 fins a 1806, el regne d'Itàlia s'incloïa al Sacre Imperi Romanogermànic, i els emperadors eren també reis d'Itàlia. L'únic sol·licitant independent que va accedir en aquest període va ser Arduin. Tanmateix, després del regnat de Frederic I Barba-roja (1152-1190), l'autoritat imperial a Itàlia era cada vegada més desafiada per les ciutats estat italianes i els emperadors havien de basar el seu govern en al cooperació amb alguns d'aquests estats.

## Etapa Napoleònica
Durant el període napoleònic, es forma un Regne d'Itàlia al nord d'Itàlia.
- Napoleó I: 1805 - 1814 era coronat amb el Corona fèrria de Llombardia en la catedral del Duomo de Milà, el 26 de maig de 1805.

## Dinastia Savoia
Al final del procés d'Unificació italiana, Víctor Manuel II és coronat Rei d'Itàlia.
- Víctor Manuel II: 1861-1878
- Humbert I: 1878-1900
- Víctor Manuel III: 1900-1946
- Humbert II: 1946